# حمض 3-فوسفوغليسيريك
حمض 3-فوسفوغليسيريك (يرمز له PGA) ويسمى أيضاً 3-فوسفات غليسيرات هو مركب عضوي حيوي مهم، يتكون من مجموعة إستر من الفوسفات متصلة في الموقع 3 على حمض الغليسيريك.
يعد هذا المركب أحد المركبات الوسطية في التحلل السكري وفي دورة تخليق الغلوكوز وكذلك الأمر في دورة كالفن.

## التشكل
يتشكل حمض 3-فوسفوغليسيريك من تفاعل حمض 3،1-مضاعف فوسفوغليسيريك وأدينوزين ثنائي الفوسفات (ADP) فينتج حمض 3-فوسفوغليسيريك بالإضافة إلى أدينوزين ثلاثي الفوسفات (ATP).
يقوم إنزيم فوسفوغليسيريات كيناز بتحفيز تفاعل التشكيل هذا، في حين أن إنزيم فوسفوغليسيرات موتاز يقوم بعملية إعادة ترتيب وتحويله إلى حمض 2-فوسفوغليسيريك.

## الدور الحيوي
يلعب حمض 3-فوسفوغليسيريك دوراً مهماً في عملية التخليق الحيوي لبعض الأحماض الأمينية مثل السيرين والسيستئين والغليسين.

## اقرأ أيضاً
- تحلل سكري